# H. Upmann
H. Upmann è una delle marche di sigari cubani più antiche in assoluto.

## Storia
Fondata nel 1843 dal tedesco di origini bremesi Herman Upmann, la marca ebbe sin dall'inizio una discreta notorietà anche grazie alla manifattura situata a L'Avana.
Dopo la morte del fondatore la marca venne gestita dal fratello - tanto che si ritiene tuttora che la H. iniziale del nome stia in realtà per hermanos (fratelli) - fino al 1937 quando venne acquistata dalla società che poco tempo prima aveva lanciato trionfalmente la marca Montecristo. Tutto ciò ovviamente sino alla rivoluzione cubana di Fidel Castro che nazionalizzò anche quest'azienda. H. Upmann è poi divenuta proprietà di Habanos, la società al 51% del Governo cubano ed al 49% della multinazionale del tabacco franco-spagnola Altadis, sostituita poi da BRASCUBA S.A.

## Prodotti
Elenco dei sigari H. Upmann venduti in Italia, escluse le edizioni limitate.   
- Coronas Junior (vitola Cadete - Lunghezza 115mm, Diametro di 14,29mm);
- Connaisseur n. 1 (vitola Hermoso n. 4 - Lunghezza 127mm, Diametro di 19,05mm);
- Sir Winston (vitola Julieta (o Churchill) - Lunghezza 178mm, Diametro 18,65mm);
- Upmann n.2 (vitola Piramide - Lunghezza 156mm, Diametro 20,64mm);
- Majestic (vitola Crema - Lunghezza 140mm, Diametro 15,87mm);
- Magnum 46 (vitola Corona Gorda - Lunghezza 143mm, Diametro 18,26mm);
- Regalias (vitola Mareva - Lunghezza 129mm, Diametro 16,67mm);

## Aneddoti
La marca in oggetto era la preferita in assoluto dall'ex presidente degli USA John Fitzgerald Kennedy del quale si racconta un curioso aneddoto. Si dice infatti che prima di firmare il decreto che poneva per la prima volta l'embargo su Cuba, JFK avesse incaricato il suo uomo di fiducia Pierre Salinger di acquistare presso le rivendite americane ben 11.500 sigari H. Upmann Petit Hupmann.